# هامفری ورد
هامفری ورد (انگلیسی: Humphrey Ward; ۲۰ ژانویهٔ ۱۸۹۹ – ۱۶ دسامبر ۱۹۴۶) بازیکن کریکت و بازیکن فوتبال اهل انگلستان بود.